# Casseler Frauenbildungsverein
Der Casseler Frauenbildungsverein (CFBV) war eines der frühen Frauennetzwerke im nordhessischen Kassel. Er wurde im Dezember 1869 auf Initiative von Marie Calm, die bereits im gleichen Jahr Mitbegründerin des Vereins deutscher Lehrerinnen und Erzieherinnen war, gegründet, und Calm stand diesem bis zu ihrem Tod 1887 vor. Aufgabe des Vereins war es, „die geistigen wie materiellen Interessen der Frauen zu fördern“, wie das Kasseler Gewerbliche Tageblatt und Anzeiger am 12. Dezember 1869 berichtete. Nach Calms Tod übernahm Auguste Förster die Leitung, bis sich der Verein 1920 auflöste.
Der Verein eröffnete 1870 eine Fachschule zur hauswirtschaftlichen Ausbildung von Mädchen („Schule für konfirmierte Mädchen“), denen durch eine bessere Ausbildung neue Berufsfelder eröffnet werden sollten. Förster war dort als Lehrerin und nach Calms Tod als Leiterin tätig. Die Schule mutierte 1888 zu Deutschlands erster bedeutender Kochschule. Der Lehrplan wurde stetig erheblich über Hauswirtschaftslehre hinaus erweitert. Ab 1897 hieß die Schule „Gewerbe- und Handelsschule für Mädchen mit Lehrerinnenbildungsanstalt“, da ihr inzwischen eine Fortbildungsschule angeschlossen worden war, die in einem Ein-Jahres-Kurs Lehrerinnen für den Hauswirtschafts-, Handarbeits- und Turnunterricht ausbildete. Die Schule wurde ab 1904 von Försters Mitarbeiterin Elisabeth Knipping geleitet, die 1912 nach Försters gesundheitsbedingtem Rücktritt auch deren Nachfolgerin in der Leitung aller bis dahin bestehenden „Gewerbe- und Handelsschulen des Frauen- und Bildungsvereins“ wurde;diese entwickelten sich unter ihrer Führung zu deutschlandweit anerkannten Ausbildungsstätten für kaufmännische, hauswirtschaftliche und gewerbliche Berufe.
Als der CFBV aus finanziellen Gründen während der Nachkriegsinflation die Schule nicht mehr betreiben konnte und sich auflöste, übernahm 1920 die Stadt Kassel die Anstalt als städtische Handels- und Gewerbeschule, ebenso den vom Frauenbildungsverein 1886 gegründeten Kinderhort. Auch nach der Übernahme der Schule durch die Stadt behielt Knipping bis 1933 die Leitung. Die Schule wurde schließlich gleichgeschaltet und der Unterricht im Jahr 1944 kriegsbedingt eingestellt. Nach Kriegsende wurde der Schulbetrieb neu aufgenommen und 1956 wurde die Schule in „Elisabeth-Knipping-Schule – Hauswirtschaftliche Berufsfachschule und Frauenfachschule der Stadt Kassel“ umbenannt.